# Beauchery-Saint-Martin
Beauchery-Saint-Martin település Franciaországban, Seine-et-Marne megyében. Lakosainak száma 374 fő (2022. január 1.). Beauchery-Saint-Martin La Saulsotte, Villiers-Saint-Georges, Voulton, Chalautre-la-Grande, Léchelle és Louan-Villegruis-Fontaine községekkel határos.

## Népesség
A település népességének változása:
| Lakosok száma | 411  | 399  | 400  | 368  | 363  | 358  | 354  | 364  | 374  |
|               | 2013 | 2015 | 2016 | 2017 | 2018 | 2019 | 2020 | 2021 | 2022 |